# Miranda (Brasile)
Miranda è un comune del Brasile nello Stato del Mato Grosso do Sul, parte della mesoregione del Pantanais Sul-Mato-Grossenses e della microregione di Aquidauana.